# 軍用機

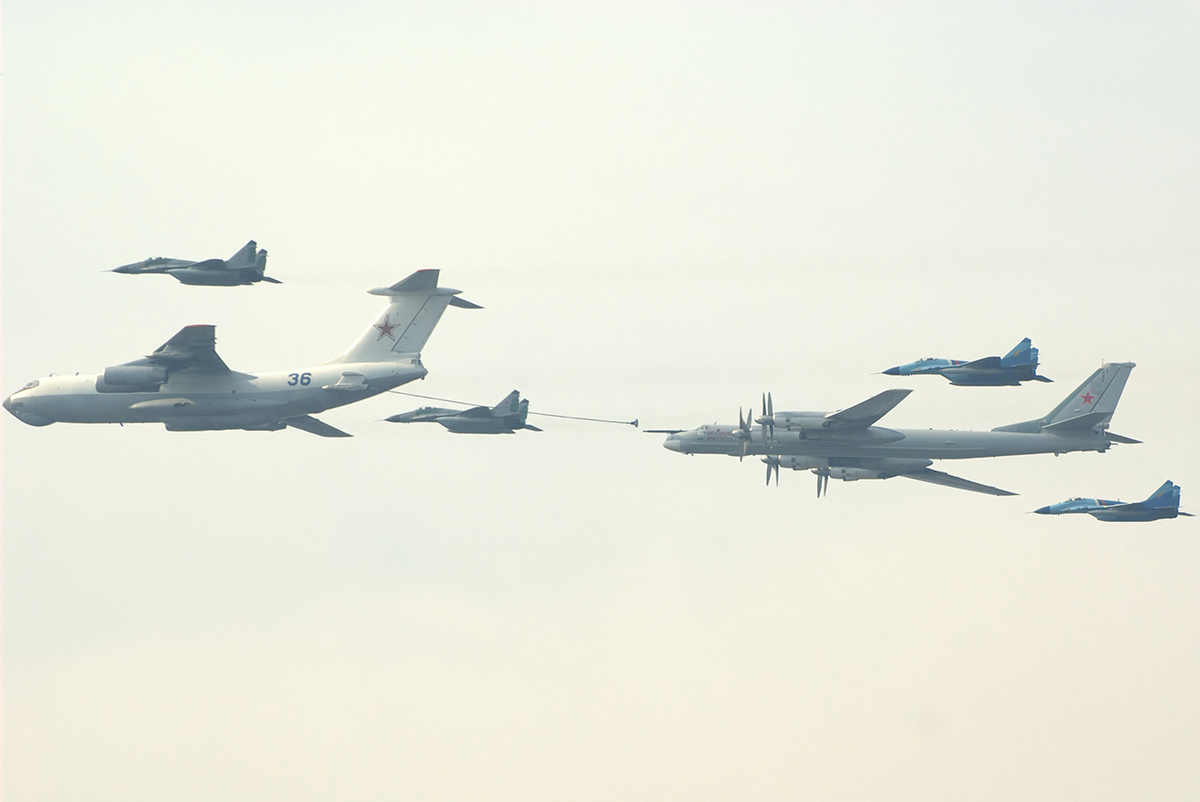
様々な軍用機（空中給油機のIl-78、戦闘機のMiG-29、爆撃機のTu-95）

軍用機（ぐんようき、military aircraft）は、国の軍事的活動のためにその国の機関が使用する航空機。反政府組織が使用する航空機を含む場合もある。また軍用機のうち武装を持つものを戦闘用航空機 (combat aircraft) と呼んで区別する。
軍隊のシリアルナンバーが付いているものを軍用機、民間国籍の登録番号が付いているものを民間機と、記号で区別する方法もある。ただし、軍の運用する要人輸送機に民間国籍記号を付けている国もあるため、この区別には例外がある。

## 種類
- 戦闘機 - 戦闘爆撃機（支援戦闘機）- 要撃機
- 爆撃機
- 攻撃機
- 偵察機
- 観測機
- 電子戦機
- 早期警戒機 (AEW) - 早期警戒管制機 (AWACS)
- 対潜哨戒機
- 輸送機
- 練習機
- 連絡機
- 軍用ヘリコプター - 攻撃ヘリコプター・汎用ヘリコプター
- UCAV
- 垂直離着陸機
- COIN機
- 雷撃機
- 急降下爆撃機
- 艦載対潜機

## 歴史

### 飛行機の出現前
航空機の軍事利用は熱気球から始まった。1794年6月26日、ベルギーのモーボーグに展開していたフランス陸軍が敵の情勢を偵察するために気球を利用した。これが人間が乗った気球が戦争に使用された最初の例である。
19世紀に入ると気球が軍隊で広く利用されるようになった。有名な例では、1861年4月から始まったアメリカの南北戦争がある（北軍気球司令部）。同年6月18日、気球「エンタープライズ」(Enterprise) は高度150 mまで上がり、電信により偵察情報を地上に送った。また、ブラジルでは、三国同盟戦争（1864年-1870年）で気球を利用して、ブラジル、アルゼンチン、ウルグアイの連合軍は、パラグアイの制圧に成功した。一方イギリスでも、1880年6月24日に最初の気球部隊を編成し、その後ベチュアナランドでの軍事作戦に投入した。
気球の原理を生かして、より大型化するとともにエンジンをつけて操縦を行えるように、飛行船が登場した。1900年7月2日、ドイツ帝国（当時）のツェッペリンによって飛行船フェルディナント・フォン・ツェッペリン「LZ 1」が初飛行した。ドイツでは、飛行船が軍事作戦に有効であるとして、ツェッペリンに軍用飛行船を発注し、1906年10月9日に初飛行した「LZ 3」は、1909年6月20日にドイツ帝国陸軍に引き渡されて、世界初の軍用飛行船となった。ドイツ陸軍ではこの飛行船を「Z 1」と呼んだ。飛行船は気球に比べて活動範囲や使用範囲は大幅に拡大したが、飛行機の実用化に伴い、その存在価値は低下していった。

### 第一次世界大戦
ライト兄弟が飛行機を開発したあと、次々に新たな飛行機が開発され、実用化されていった。1892年2月3日、フランスが世界初の軍用航空機の契約を行った。爆弾を搭載できる航空機の製造契約を、クレマン・アデールに与えたが、1897年10月14日、飛行に失敗し、契約は破棄された。1907年12月23日、アメリカ陸軍が、世界で初めて軍用航空機の開発仕様書を民間の製作会社に提示した。1908年2月6日、アメリカは軍用機製作契約を交わし、途中オービル・ライトが墜落事故を起こして同乗者を死亡させたため、計画が一時中止されたが、1909年7月27日に陸軍による初の試験が実施され、1909年8月2日に最初の実用機を受領した。
1910年4月、フランスは航空運用部隊を構成し、10月に航空部隊を編成した。同年、ロシアでも帝政ロシア飛行部隊が作られた。1911年4月1日、イギリスは航空師団を構成し、翌1912年5月12日に飛行部隊を編成した。同年6月にイタリアで、10月にはドイツでも飛行部隊が作られた。
1914年7月、第一次世界大戦が勃発。第一次世界大戦以前の航空用法は、一部に爆撃の準備もあったが、主体は地上作戦協力の捜索目的、指揮の連絡、砲兵協力など航空戦略、航空戦術には値しないものだった。開戦以降、爆撃が逐次試みられた。ドイツは1914年にパリ爆撃、1915年に飛行船による爆撃、1917年に英本土爆撃を行い、それに対し、イギリス、フランスも報復爆撃を行った。1915年後半になると、飛行機に戦闘機、爆撃機という分科機能が現れた。
1920年代初頭、日米英海軍は航空母艦と艦載機を開発する。

### 第二次世界大戦
1921年、航空戦力の本質を攻勢とし、空中からの決定的破壊攻撃を説いたジュリオ・ドゥーエの『制空』が発刊され、1927年には世界的反響を生んだ。ドゥーエやミッチェルに代表される制空獲得、政戦略的要地攻撃を重視するには戦略爆撃部隊の保持が好ましく、1930年代には技術的にも可能となり、列強は分科比率で爆撃機を重視するようになった。
この頃から補助戦力であった航空機を主力にする主張が各国で現れる。アメリカ陸軍のウィリアム・ミッチェルは戦艦無用論の提唱者であった。1921年、ミッチェルによって陸海軍協同で戦艦に対する大規模な爆撃実験を行なわれ、陸軍のマーチン爆撃機 (MB-2) 数機で大西洋岸に浮かべた実験艦に対艦爆撃を行い、ドイツの戦艦オストフリースランド、旧式戦艦ニュージャージ、軽巡洋艦フランクフルトを撃沈した。ミッチェルはアメリカ空軍の設立を各方面に説いてまわったが、容れられず、軍首脳の不興を買って左遷された。
1939年9月、第二次世界大戦が勃発。1941年12月、日本も参戦し、太平洋戦争が勃発。開戦劈頭に日本海軍が実施した真珠湾攻撃でアメリカの戦艦数隻が撃沈され、主力としての航空機の認識が高まった。大戦末期には、ドイツで世界初のジェット戦闘機であるMe262が誕生した。また、大戦ではヘリコプターが移動や哨戒の用途で使用された。

### 第二次世界大戦後
大戦後の航空機はプロペラ機からジェット機へと移行していった。ベトナム戦争ではヘリコプターが攻撃任務に使用された。
中途半端ではない多用途作戦機が登場する。これは戦車におけるMBT (Main Battle Tank) の出現と同様にエンジン性能からくる重量制限が性能向上と共に緩和された事による。（第二次世界大戦期の爆撃機並の兵器搭載量、夜間戦闘機並みの高性能レーダー等）

自動制御技術の進歩とともに無人航空機 (UAV) の導入も進み、巡航ミサイルや無人偵察機、無人攻撃機などが実用化されている。